# 甜蜜懲罰～我是看守專用寵物
《甜蜜懲罰～我是看守專用寵物》（日語：甘い懲罰〜私は看守専用ペット）是漫畫家創作的日本漫畫作品。於2016年6月3日在網站ComicFesta開始連載，標題為《「再繼續下去…不行」典獄長固執的身體檢查》（日語：「このままじゃ…イク…」看守の執拗な身体検査）。以單行本發行的同時將作品名字改爲《甜蜜懲罰 SCARLET～我是看守專用寵物》（日語：甘い懲罰 SCARLET〜私は看守専用ペット）。改編日本電視動畫自2018年4月2日開始播放，為短動畫。

## 劇情簡介
早乙女陽菜意外捲進貪污業務指控，被判處一年徒刑，並被關押在黒翼監獄。在裡面等待她的是冷酷的典獄長明神亞貴所施予的「以身體檢查為名的性支配」……。

## 登場角色
- 通常版 / 完全版的配音。

早乙女陽菜（聲：三宅麻理恵 / 咲智ゆん）
女主角。一般上班族，160公分/A型/11月15日。
被指控蒙貪污業務而入獄，卻在監獄中遇到明神亞貴，不明白和明神有著甚麼深仇大恨而被欺侮，不甘於此而開始計畫越獄，卻隨著一樁樁事件出現，所有一切似乎和自己表面看到的不同……。
明神亜貴（聲：山谷祥生 / 星野カズマ）
男主角。黒翼監獄的典獄長，183公分/A型/5月18日。
充滿秘密，一臉憂鬱氣息的男子，因某種原因對陽菜懷有仇恨。
八雲聖徳（聲：酒井廣大 / 霜音太一）
陽菜的戀人。182公分/A型/3月14日。
試圖幫助陽菜越獄。
鮫島剛（聲：石谷春貴 / 鈴城葉）
因爲組織的關係和比嘉敵對。
比嘉大和（聲：中島ヨシキ / 運道開）
enza關集團青年團長候選人。試圖幫助陽菜。
五十嵐健（聲：前内孝文 / 黒漆黒）
視比嘉如兄弟。

## 出版書籍
《甜蜜懲罰～我是看守專用寵物》
| 1  | 2017年2月18日  | ISBN 978-4-434-22752-3                                          |
| 2  | 2017年8月18日  | ISBN 978-4-434-23472-9                                          |
| 3  | 2018年2月18日  | ISBN 978-4-434-24149-9                                          |
| 4  | 2018年5月18日  | ISBN 978-4-434-24506-0                                          |
| 5  | 2018年11月18日 | ISBN 978-4-434-25181-8                                          |
| 6  | 2019年6月18日  | ISBN 978-4-434-25945-6                                          |
| 7  | 2019年12月18日 | ISBN 978-4-434-26660-7                                          |
| 8  | 2020年6月18日  | ISBN 978-4-434-27284-4                                          |
| 9  | 2020年12月18日 | ISBN 978-4-434-28044-3                                          |
| 10 | 2021年5月18日  | ISBN 978-4-434-28583-7 ISBN 978-4-434-28651-3（附小冊子特裝版） |

《甜蜜懲罰 SCARLET～我是看守專用寵物》
| 1 | 2021年10月18日 | ISBN 978-4-434-29189-0 |
| 2 | 2021年10月18日 | ISBN 978-4-434-29790-8 |
| 3 | 2021年10月18日 | ISBN 978-4-434-30639-6 |
| 4 | 2023年4月18日  | ISBN 978-4-434-31541-1 |
| 5 | 2023年10月18日 | ISBN 978-4-434-32381-2 |

## 電視動畫
2018年4月起在東京都會電視台等播放5分鐘的通常版短篇動畫，通常版與完全版使用不同的聲優，完全版由ComicFesta AnimeZone獨家發行播送。

### 主題曲
「Sweet Punishment」
填詞：，作曲、編曲：森田交一，主唱：

### 各話列表
| 話數       | 日文標題 | 中文標題 | 作畫監督                   | 片尾插畫   |
| ---------- | -------- | -------- | -------------------------- | ---------- |
| episode 1  |          | 黒翼     | ななし、たまねぎ、永井泰平 |            |
| episode 2  |          | 面會     | ななし、たまねぎ           |            |
| episode 3  |          | 刑罰     | ななし、たまねぎ、永井泰平 |            |
| episode 4  |          | 計劃     | ななし、たまねぎ、永井泰平 | 金森ケイタ |
| episode 5  |          | 逃獄     | ななし、たまねぎ           |            |
| episode 6  |          | 天使     | ななし、たまねぎ           | 北沢きょう |
| episode 7  |          | 屈辱     | ななし、たまねぎ           | こも       |
| episode 8  |          | 惡人     | ななし、たまねぎ           | めんま     |
| episode 9  |          | 傷痕     | ななし、たまねぎ           | 鳥丸太郎   |
| episode 10 |          | 慈愛     | ななし、たまねぎ           | jbstyle.   |
| episode 11 |          | 逆轉     | ななし、たまねぎ           | くまみね   |
| episode 12 |          | 明神亞貴 | ななし、たまねぎ           | いづみ翔   |

| TOKYO MX 星期一 01:00-01:05節目                    | TOKYO MX 星期一 01:00-01:05節目                                           | TOKYO MX 星期一 01:00-01:05節目 |
| -------------------------------------------------- | ------------------------------------------------------------------------- | ------------------------------- |
|                                                    | -「再繼續下去…不行」典獄長固執的身體檢查- （2018年4月2日－2018年6月24日） |                                 |
| 25歲的女高中生～讓老師來教教妳什麼叫做兒童不宜觀賞 | 女子掉落在我的寶貝上                                                      |                                 |

## 外部連結
- 電視動畫《甜蜜的懲罰~我是典獄長的專屬寵物》官方網站 （页面存档备份，存于）（日語）
- 《「再繼續下去…不行」典獄長固執的身體檢查》中文電子書網站 （页面存档备份，存于）（中文）